# Bettona
Bettona é uma comuna italiana da região da Umbria, província de Perugia, com cerca de 3.784 habitantes. Estende-se por uma área de 45 km², tendo uma densidade populacional de 84 hab/km². Faz fronteira com Assisi, Bastia Umbra, Cannara, Collazzone, Deruta, Gualdo Cattaneo, Torgiano.
Pertence à rede das Aldeias mais bonitas de Itália.

## Demografia
| Variação demográfica do município entre 1861 e 2011                               |
|                                                                                   |
| Fonte: Istituto Nazionale di Statistica (ISTAT) - Elaboração gráfica da Wikipedia |